# Schindlerhof Klaus Kobjoll

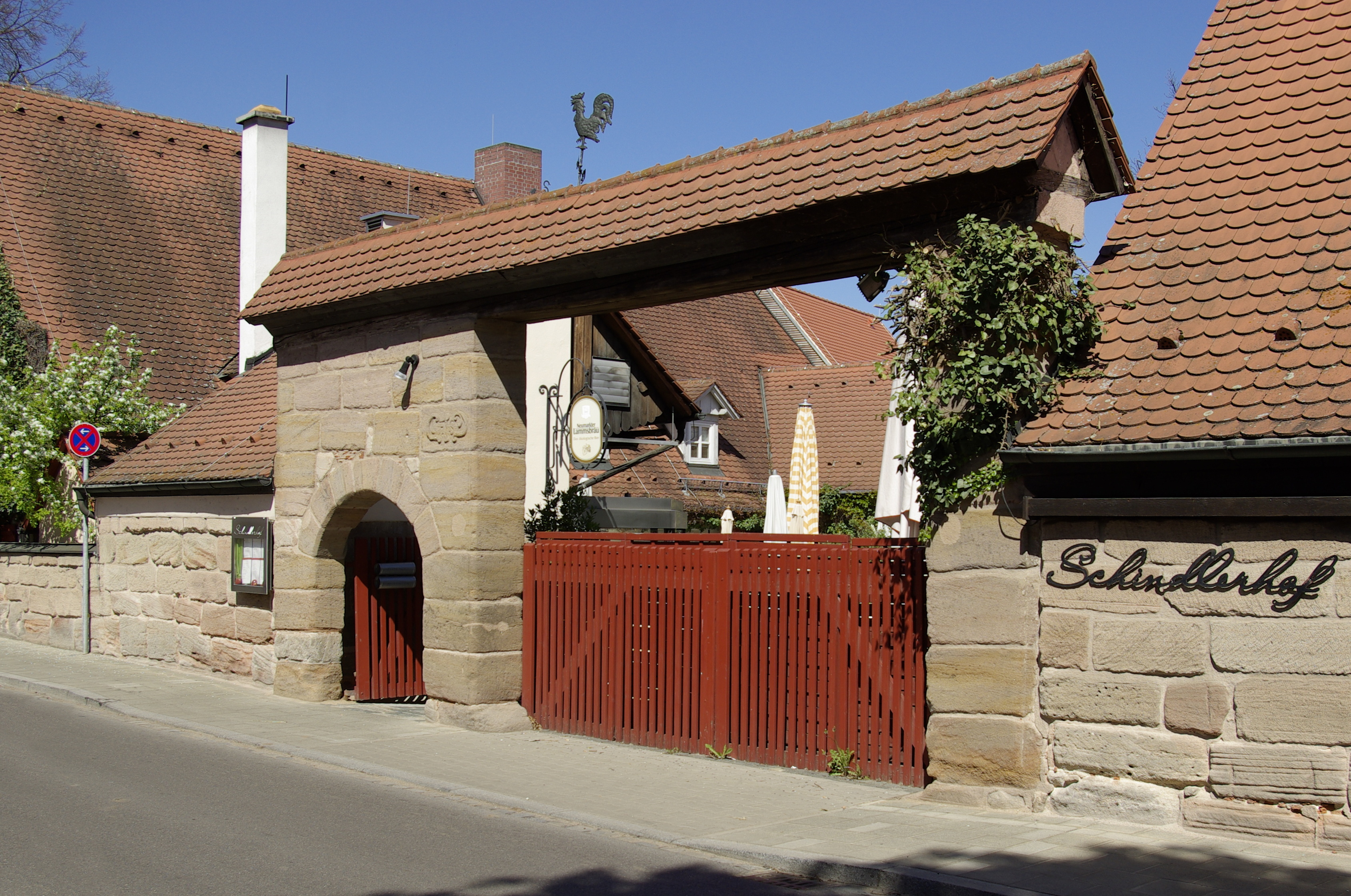
Historische Hofeinfahrt des Schindlerhofs

Der Schindlerhof ist ein Vier-Sterne-Tagungshotel mit ca. 65 Angestellten im Nürnberger Stadtteil Boxdorf, das von der Schindlerhof Klaus Kobjoll GmbH betrieben wird.

## Geschichte
Der Schindlerhof wurde 1984 von Renate und Klaus Kobjoll gegründet. Tochter Nicole Kobjoll ist seit 2000 Geschäftsführerin des Hotels. Der Hotelkomplex ist eine Ansammlung von Gebäuden, die sich um den ursprünglichen Bauernhof gruppieren. Seit der Unternehmensgründung wurde das Hotel in fünf Bauetappen ausgebaut und erweitert. Für Gäste stehen insgesamt 92 Zimmer mit unterschiedlichen Designthemen und 10 Tagungsräume im DenkArt-Gebäude und Kreativzentrum zur Verfügung.

## Restaurant
An das Hotel ist ein Restaurant mit dem Namen unvergESSlich (gehobene saisonale und regionale Küche) angeschlossen, ebenso eine Vinothek, Veranstaltungsräume und ein Japangarten.

## Preise und Auszeichnungen (Auswahl)
- 1990: Hotelier des Jahres in der Kategorie Privathotel (Deutscher Fachverlag)
- 1994: Deutscher Marketingpreis der HSMA
- 1998: Special Award des Business Travellers (für das innovativste Hotelkonzept)
- 1998: Gewinner des European Quality Award 1998 für „independent small and medium size companies“ der European Foundation for Quality Management (EFQM) in Brüssel
- 1998: Ludwig-Erhard-Preis (ILEP) der Initiative Ludwig-Erhard-Preis in der Kategorie Kleine Unternehmen[3]
- 2002: Bester Ausbildungsbetrieb Bayerns
- 2003: Ludwig-Erhard-Preis (ILEP) der Initiative Ludwig-Erhard-Preis in der Kategorie Kleine Unternehmen[3]
- 2006: Bayerischer Gründerpreis (Beste Unternehmensnachfolge)
- 2007: „Deutschlands Beste Arbeitgeber“ (Zeitschrift Capital) Rang 1 in der Hotellerie, Rang 8 in der Größenordnung 50 bis 500, Rang 18[4] in der Gesamtwertung aller Unternehmen deutschlandweit
- 2008: „Deutschlands Beste Arbeitgeber“ (Zeitschrift Capital) Rang 1 in der Hotellerie, Rang 8 in der Größenordnung 50 bis 500 Mitarbeiter, Rang 12 in der Gesamtwertung aller Unternehmen deutschlandweit gleichzeitig mit Sonderpreis „Lebenslanges Lernen“
- 2010: Deutscher Gastronomiepreis/Warsteiner Preis 2010 in der Kategorie Food[5]
- 2011: Deutschlands kundenorientiertester Dienstleister (mit 2 Sonderpreisen – Kommunikation und Weiterempfehlung B2C – initiiert vom Handelsblatt und der Universität St. Gallen)
- 2012: Ludwig-Erhard-Preis

## Management
Bei der Personalführung verwendet das Hotel den vom Geschäftsführer Klaus Kobjoll mitentwickelten sogenannten „Mitarbeiter-Aktienindex“ und arbeitet nach dem Beyond-Budgeting-Prinzip.